# Constant Verhaeghe de Naeyer
 (août 2024).
Pour les articles homonymes, voir Verhaeghe.
Constant Verhaeghe de Naeyer, né à Gand le 1er mai 1809 et mort à Gand le 1er juin 1888, est un homme politique belge.

## Fonctions et mandats
- Membre de la Chambre des représentants de Belgique : 1878-1882

## Sources
- Jean-Luc DE PAEPE & Christiane RAINDORF-GERARD, Le Parlement belge, 1831-1894, Brussel, 1996.
- Oscar COOMANS DE BRACHÈNR, État présent de la noblesse belge, Annuaire 2000, Brussel, 2000.